# Hoàng Duy
Hoàng Duy (1904–1989) là một viên tướng Quốc dân đảng Trung Hoa tham chiến trong các chiến dịch bao vây Cộng sản, Chiến tranh Trung-Nhật lần thứ 2 và Nội chiến Trung Hoa.

## Thời trẻ và sự nghiệp
Hoàng sinh ra trong một gia đình trí thức nông thôn tại Quý Khê, Giang Tây năm 1924. Được nhiều bạn bè và đồng hương giúp đỡ, ông được nhận vào trường quân sự Hoàng Phố. Ông là người trung thành, mẫn cán và dũng cảm trong chiến đấu, do đó nhanh chóng thu hút sự chú ý của Trần Thành, cấp trên của ông và giảng viên quân sự của trường, và được ông này giới thiệu với Tưởng Giới Thạch. Cuối năm 1927, ông được thang làm chỉ huy một trung đoàn trong Quân đoàn 9; năm 1928, ông được bổ nhiệm Đại tá Trung đoàn trưởng trong Sư đoàn 11, Trần Thành là tư lệnh. Cùng năm, ông vào học tại Đại học Chiến tranh Lục quân và sau khi tốt nghiệp được thăng chức Tư lệnh Lữ đoàn 32 thuộc Sư đoàn 11, nay thuộc Quân đoàn 18, và Trần Thành lại là sĩ quan chỉ huy quân đoàn.
Năm 1933, ông sang Đức học tập và trở về Trung Hoa năm 1937, và năm 1934 được thăng chức Tư lệnh Sư đoàn 11 vắng mặt. Tháng 9 năm 1937, ông chỉ huy Sư đoàn 67 thuộc Quân đoàn 18 chống lại Quân đội Đế quốc Nhật Bản trong Trận Thượng Hải. Năm 1938, ông được thăng chức Tư lệnh Quân đoàn 18 và vào năm sau được thăng hàm Trung tướng. Năm 1940, ông được bổ nhiệm làm Tư lệnh Quân đoàn 54 và Tư lệnh phòng thủ Côn Minh, Vân Nam. Trong vài năm tiếp theo, ông được bổ nhiệm vào một loạt các vị trí quan trọng trong Ủy ban Quân sự và Cục Quân huấn. Năm 1945, ông trở thành Tư lệnh Binh đoàn 31 và Phó cục trưởng Cục Hậu cần. Năm 1948, ông trở thành Hiệu trưởng trường sĩ quan dự bị và Tư lệnh Binh đoàn 12.

## Chiến dịch Hoài Hải
Tháng 11 năm 1948, Hoàng Duy chỉ huy Binh đoàn 12 từ Hà Nam tiến về Đông Từ Châu để giao chiến với quân Cộng sản. Tuy nhiên các gián điệp cộng sản trong Bộ Quốc phòng Quốc dân đảng, như Quách Nhữ Quỳ và Lưu Phi, tiết lộ những kế hoạch hành quân quan trọng cho các tư lệnh Cộng sản. Binh đoàn 12 được Mỹ trang bị tiến thẳng vào một cái bẫy do quân Cộng sản giăng ra gần Túc Huyện, An Huy, cách Từ Châu chưa tới 30 dặm. Trong trận đại chiến Shuangduiji kéo dài gần một tháng, Binh đoàn 12 bị tiêu diệt. Nỗ lực phá vây của Hoàng thất bại khi một viên tư lệnh sư đoàn đem quân đầu hàng quân Cộng sản. Ông cố gắng phá vây lần nữa nhưng bị bắt sống, chỉ có Phó tư lệnh Hồ Liên trốn thoát về Nam Kinh.

## Cuối đời
Trong nhà tù cộng sản, Hoàng Duy từ chối thừa nhận rằng ông đã sai khi ủng hộ Tưởng Giới Thạch và Chính phủ Quốc dân đảng. Để tránh phải học tập cải tạo, ông dành thời gian nghiên cứu hiện tượng chuyển động vĩnh cửu, năm 1968, ông nhận được tài trợ từ Chu Ân Lai để tiến hành các thí nghiệm. Những thí nghiệm này không thành công, nhưng sau khi được thả năm 1975, ông tiếp tục nghiên cứu hiện tượng này. Ông mất tại Bắc Kinh ngày 30 tháng 3 năm 1989.